# 小松真奈
小松 真奈（こまつ まな、6月3日 - ）は、日本の女性声優。東京都出身。プロダクション・エース預かり所属。プロダクション・エース演技研究所出身。

## 経歴・人物
- デビュー作は、テレビアニメ『R-15』の名機来夏役。

- 趣味はアロマテラピーで、ハーブを漬け込んだり、線香を作ったりしている。
- 『R-15』になぞらえて、自らのことを「キャラブレの天才」と称している。

## 出演

### テレビアニメ
2010年代
- R-15（2011年、名機来夏）
- えびてん 公立海老栖川高校天悶部（2012年、母B）
- 生徒会の一存 Lv.2（2013年、女子1）
- 櫻子さんの足下には死体が埋まっている（2015年、女子生徒）
- 私がモテてどうすんだ（2016年、生徒）

2020年代
- 「艦これ」いつかあの海で（2022年 - 2023年、浜風）

### ゲーム
2013年
- 艦隊これくしょん -艦これ-（2013年 - 2018年、瑞鳳、浜風、谷風、浦風、福江）

2015年
- ミリ姫大戦 −Militärische Mädchen−（ニコルス、フィシャー）

2016年
- 円環のパンデミカ code-S-（早山スグリ）

2022年
- 阿卡夏計劃（雪倫）

### ラジオ
- テレビアニメ「R-15」webラジオ『閃学園校内放送』[10]
- BEAT LINE Radio（ひじり）[11]
- オオカミ少年片岡正徳の君こそスターだ!!（2018年7月13日、渋谷クロスFM）[12]

### ウェブ番組
- ぶりたん!（2014年12月16日 - 、ニコニコ動画・YouTube） - アシスタント（ほぼサブMC）[13]

### 書籍
- 艦隊これくしょん -艦これ- 艦これRPGリプレイ 願いは海を越えて 1巻・2巻（PC瑞鳳のプレイヤー）
- コンプティーク（2019年3月号） - 声優会報「小松真奈／海防艦福江」[14]

### テレビCM
- コンプティーク 2019年3月号 発売CM[15]

## ディスコグラフィ
| 発売日  | タイトル               | 名義 | 楽曲                       | タイアップ                             |
| 2011年  | 2011年                 | 2011年 | 2011年                     | 2011年                                 |
| ------- | ---------------------- | --- | -------------------------- | -------------------------------------- |
| 7月27日 | マジヤバもーそうLOVE♥  | R-15♡（あーる・ふぃふてぃーん・らゔ）［合田彩、村上まどか、福原由莉奈、柏山奈々美、積田かよ子、小松真奈、村井理沙子、月宮みどり］ | 「マジヤバもーそうLOVE♥」  | テレビアニメ『R-15』オープニングテーマ |
| 7月27日 | HIRAMEKI！ピース(≧▽≦)v | R-15♡（あーる・ふぃふてぃーん・らゔ）［合田彩、村上まどか、福原由莉奈、柏山奈々美、積田かよ子、小松真奈、村井理沙子、月宮みどり］ | 「HIRAMEKI！ピース(≧▽≦)v」 | テレビアニメ『R-15』エンディングテーマ |